# Kanat Kazakh
El Kanat Kazakh es fundà el 1465 a les ribes del Jetissú (literalment significa set rius) en la part sud-est de l'actual Kazakhstan per Djanibek Khan i Karai Khan. Durant el regnat de Kasim Khan (1511-1523), el Kanat Kazakh s'expandí considerablement.

## Antecedents
A la mort de Genguis Kan el 1227 es va formar a l'estepa l'Horda Blanca, un estat proto-kazakh dins de l'Horda d'Or. Després de la seva separació de l'Horda d'Or el 1361, l'Horda Blanca es va independitzar, de vegades unint-se amb l'Horda Blava per restablir l'Horda d'Or. Tanmateix, després de la mort de Burrak Khan el 1428 es va fragmentar l'Horda d'Or i la mateixa Horda Blanca es va dividir en el Kanat Uzbek i l'Horda Nogai (descendents de tribus mongoles governants), la terra restant es va dividir entre Mustafa Khan al sud i Mohammed Khan al nord. El Kanat uzbek, que va dominar la major part de l'actual Kazakhstan, va ser governat per Abu l-Khayr que va conspirar per matar Burrak Khan. Sota el lideratge d'Abu l-Khayr, el Kanat uzbek es va convertir en un estat corrupte, inestable i feble que sovint tractava problemes interns. Per empitjorar les coses, el propi kanat va ser assaltat per Oirats que va saquejar assentaments nòmades i les principals ciutats on van ser saquejats, danyats i massacrats civils. La pau es va pactar el 1457 entre els uzbeks i els oirats, on Abu l-Khayr va patir una greu derrota que el va fer perdre la reputació entre els uzbeks.
El kanat kazakh es descriu en textos històrics com el Tarikh-i-Rashidi (1541-1545) per Muhammad Haidar Dughlat, i Zhamigi-a-Tavarikh (1598-1599) per Kadyrgali Kosynuli Zhalayir.

## Formació
El 1459 diverses tribus uzbeques dirigides per Janibek Khan i Karai Khan, fills de Burrak Khan, i insatisfetes amb el govern d'Abu l-Khayr, van fugir del Kanat Uzbek en un esdeveniment conegut com la Gran Migració. Els dos germans van conduir els 200.000 nòmades cap al Mogolistan, establint-se i creant un estat independent en 1465 en les valls del Txu i el Talas, aliant-se amb el Khan de Mogolistan Esen Buqa II que els va oferir suport contra els seus oponents. El nou kanat aviat es va convertir en un estat coixí entre el Mogolistan i el Kanat Uzbek dels xibànides. Abu l-Khayr va envair el Kanat Uzbek el 1468 però tant ell com el seu fill Shaykh Haydar Khan van morir a mans de les tropes de Janibek. A la mort del seu germà en 1473 o 1374, Janibek es va convertir en l'únic governant del kanat.

## El Kanat
Burunduk Khan, fill de Karai Khan fou successor del seu pare i de Djanibek Khan vers 1488, i en 1509 l'autoritat efectiva al kanat va passar a Kasim Khan, fill de Janibek Khan i cosí de Burunduk. En 1509 Muhàmmad Xaibani dels Xibànides uzbeks va atacar els kazakhs però l'exèrcit uzbek es va retirar en desordre i va arribar a Samarcanda al final de l'hivern. Kasim Khan instituí el primer codi legal Kazakh de drets el 1520, anomenat "Qasym Khannyn Qasqa Zholy" (Carretera Brillant de Kasym Khan). A la mort de Kasym Khan el 1518 el va succeir el seu fill Mimaix Khan, i l'els Nogai van capturar el territori a l'oest del riu Turgai i el Khanat kazakh es va centrar en el territori de Zhetysu i el Kazakhstan del Sud, on començaven a produir-se conflictes. El territori central del Kazakhstan, Saryarka, en aquell moment era nominalment part del Khanat kazakh, i el khanat de Sibir es va apoderar de les regions del nord de Sary-Arka. Mimaix va governar uns cinc anys i hauria mort en combat en alguna de les guerres que va lliurar sent succeït pel seu germà Takhir Khan, i quan va prendre el tron kazakh, els oirats van envair i van capturar les parts orientals de Saryarka a la dècada de 1520.
A principis de la dècada de 1530, va començar una guerra civil al Khanat kazakh entre els néts de Janibek Khan. Ak Nazar Khan va sorgir com a victoriós i va reunir el khanat sota el seu control. Ak Nazar Khan es va enfrontar a l'Horda Nogai a l'oest, el Khanat de Sibir al nord, el Mogolistan a l'est i el khanat de Bukhara al sud, recuperant les terres kazakhes ocupades al nord de Saryarka al khanat de Sibir, Saraishyk a l'Horda Nogai i van conquerir la península de Mangyshlak i van repel·lir amb èxit els oirats, i va iniciar una campanya contra els mogols i incorporà Zhetysu al Khanat. El 1568, els kazakhs van derrotar els Nogai al riu Emba i van arribar a Astrakhan, però van ser repel·lits per les forces russes.
Després de la mort d'Ak Nazar en 1580, Xigai Khan es va convertir en khan, utilitzant els conflictes entre els hereus de Xaibani per enfortir l'estat kazakh. El 1582 va organitzar amb Abd Al·lah ibn Iskandar la campanya d'Ulytau contra Baba Sultan, el kan de Taixkent, que va ser derrotat i va fugir a l'estepa Desht-Kipchak, les tropes uzbeques i kazakhes van perseguir Baba Sultan fins a Sarysu i Ulytau. Xigai va morir durant aquesta campanya. En el camí de tornada Baba Sultan va ser assassinat per Tevkel Khan, fill i successor de Xigai, i va dur el seu cap a Abd Al·lah, que va quedar satisfet. Tevkel Khan va ampliar el control del kanat sobre Taixkent, Fergana, Andijan i Samarcanda. El 1598, les forces kazakhes es van acostar a Bukharà i la van assetjar durant 12 dies, però Pir-Muhammad i els reforços del comandament del seu germà Baki Muhammad van fer retrocedir els kazakhs. Tauekel Khan va ser ferit i va morir durant la retirada de tornada de Taixkent.
Ixim Khan, successor de Tevkel Khan va fer la pau amb el khanat de Bukharà i els va tornar el control de Samarcanda no Taixkent, i això va provocar conflictes addicionals i des de 1607, Bukharà va atacar fins obtenir el control de Taixkent. Ixim Khan va unir l'exèrcit kazakh i va iniciar una campanya contra Tursun Khan, Khan de Taixkent i el Khan de Bukharà, que foren derrotats el 1627 i Ixim Khan va matar Tursun Khan acabant la guerra i abolint el Khanat de Taixkent.

Àsia en 1626

Durant el regnat de Yahangir Khan, el Kanat de Jungària, un nou i poderós rival dels kazakhs va aparèixer a l'est. Els oirats s'havien convertit recentment al budisme mahayana i Batur Khan creia que podria restablir l'imperi de Genguis Kan i el 1643, amb més de 50.000 guerrers va intentar eliminar el khanat kazakh i els seus habitants, que es van negar a sotmetre's i resistiren i derrotaren als oirats a la batalla d'Orbulaq en 1643. Les primeres etapes de les guerres kazakh-jungar van tenir lloc a les muntanyes d'Altai i les batalles posteriors es van lliurar a les vastes estepes. El 1681, Galdan Boshughtu Khan va envair el nord de la muntanya Tengeri i va atacar el Kanat Kazakh, però no va aconseguir prendre Sairam. El 1683 els exèrcits de Galdan dirigides per Tsewang Rabtan van prendre Taixkent i Sairam, van arribar a Sirdarià i van aixafar dos exèrcits kazakhs. El 1690 va esclatar una guerra entre el Kanat de Jungària i l'Imperi Qing i el khanat kazakh fins a la mort de Tauke Khan el 1718 va aconseguir resistir repetidament al Kanat de Jungària.
El kanat kazakh no va tenir sempre un govern unificat. Tiavka Khan, que havia aconseguit la pau entre els kazakhs, va aturar les baralles de clans i establir les tres hordes kazakhs (Jüz): la Gran Horda Kazakh, Horda Mitjana Kazakh, i Horda Petita Kazakh. Totes les hordes havien d'acceptar el fet de tenir un kan comú. Als darrers anys del regnat de Tauke Khan a poc a poc va perdre el control, els oficials administratius nomenats a les fronteres van començar a actuar de manera independent, i les tres hordes van començar a actuar cadascuna pel seu compte. La Mitjana va ser la més poderosa i nombrosa. La seva línia de prínceps continuava la iniciada a l'Horda Blanca. El 1698, el successor de Galdan, Tsewang Rabtan, va arribar al llac Tengiz i al Turkestan, i els jungars van controlar Zhei-Su Tashkent fins al 1745. La Guerra dels jungars contra els kazakhs els va empènyer a buscar ajuda a Rússia.

## Incorporació progressiva a l'imperi rus

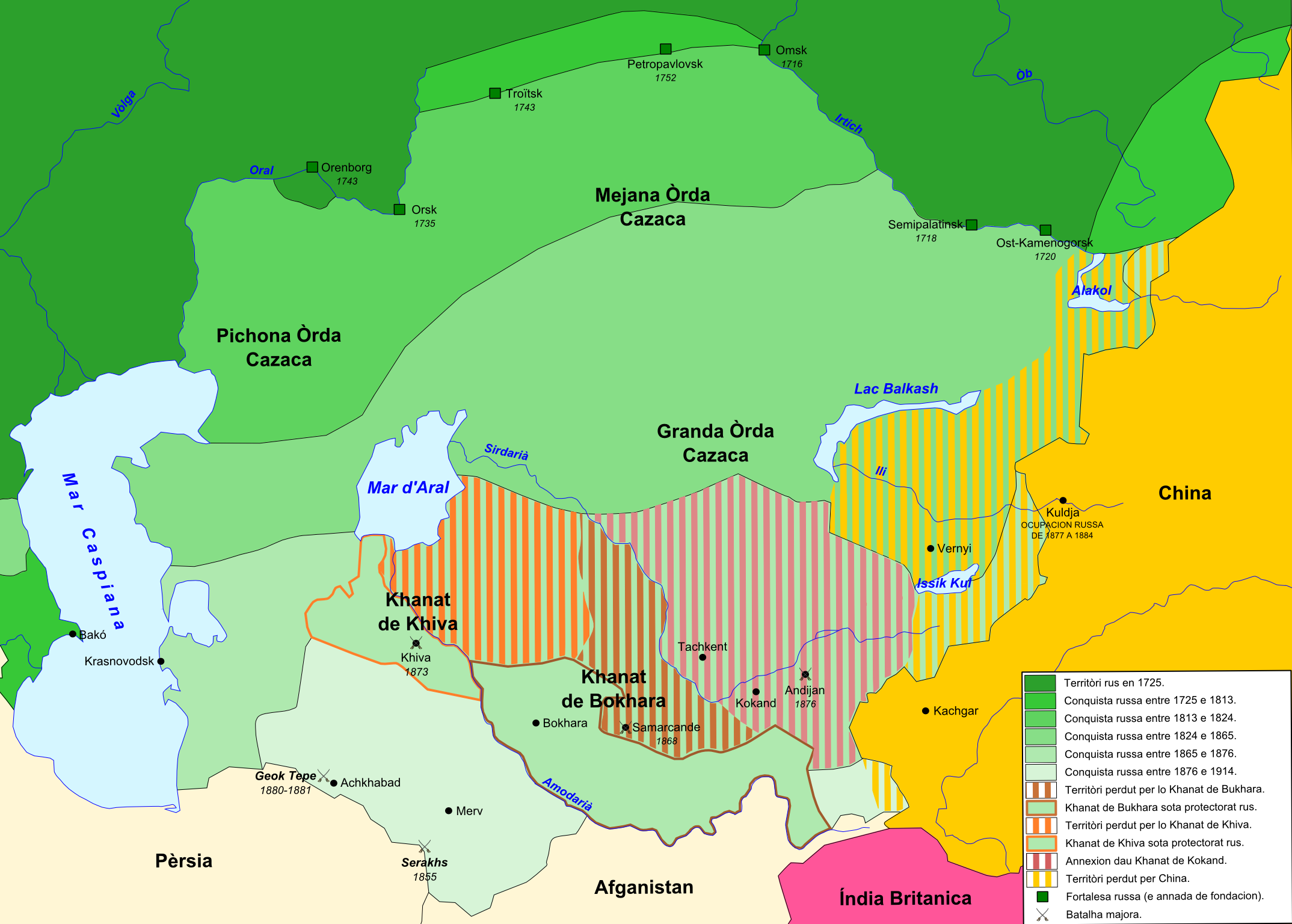
Expansió russa a l'Àsia central

Tot i que els kazakh, musulmans sunnites, tenien nombrosos assentaments a prop de la frontera russa, i tot i que feien incursions freqüents al territori rus, el tsarat de Rússia només va iniciar el contacte amb ells el 1692 quan Pere I es va reunir amb Tiavka Khan, que havia aconseguit la pau entre els kazakhs, va aturar les baralles de clans i establir les tres hordes kazakhs. Els russos van començar lentament a construir punts de comerç al llarg de la frontera durant els següents 20 anys, envaint gradualment el territori kazakh i desplaçant els locals.
Vers el 1715, Tauke Khan va morir i Abu l-Khayr Khan de l'Horda Petita Kazakh i Khaip Khan es titulaven kans suprems però llur autoritat ja no era reconeguda. El 1731 no hi havia cap mena de lideratge kazakhs fort i els Khanats kazakhs patien atacs dels jungars afeblint el kanat kazakh i van establir relacions a l'oest amb Rússia des de principis del segle xviii. Khan Abul Khair i la majoria dels ancians de la Horda Petita (Jüz) van jurar fidelitat a l'Imperi Rus el 1731, començant la incorporació del Kazakhstan a Rússia. La Horda Mitjana es va incorporar el 1740.
El juny de 1757, Jungària fou conquerida per la dinastia Qing a l'est i Abylai Khan de l'horda mitjana es va posar clarament del seu costat col·laborant en la lluita contra els jungars i es va reconèixer vassall dels Qing, i el 1758 va fer una incursió a les fronteres russes. Una part de l'Horda Mitjana va emigrar cap a l'est i va ocupar territoris que abans tenien els jungars. Va dirigir nombroses campanyes contra el Kanat de Kokand i els kirguisos. En aquesta darrera campanya, les seves tropes van alliberar moltes ciutats del sud del Kazakhstan i fins i tot van capturar Taixkent. Durant el seu regnat real, Ablai Khan va fer tot el possible per mantenir el Kazakhstan el més independent possible de l'imperi rus i la dinastia Qing xinesa.
A la mort d'Abylai Khan el 1781, els clans del nord (Horda Gran i part de la Mitjana) van elegir kan a Wali Khan, fill d'Abylai, que va rebre la confirmació a Rússia el 1783, però una part de l'Horda Mitjana, els naimans (la tribu més poderosa) van elegir un altre cap: Abulfeiz, el fill d'Abilmambet Khan, que va obtenir la confirmació de la Xina però va morir el 1783 i llavors el seu fill (Bupu Khan) i el seu gendre Khan Khoja (fill de Borrak Khan) es van disputar la successió; com que la majoria dels naimans es van inclinar pel segon, l'emperador xinès finalment va enviar el diploma a Khan Khoja. D'altra banda el 1784 a Taixkent es va proclamar Yunus Khan, i Sultan Dair, fill de Borrak Khan, era elegit pels clans Gortul i Karakesek.
La primera gran revolta contra els russos la va dirigir Kenesary Khan entre 1836 i 1847 i la presència militar russa va arribar en la dècada de 1840 amb la construcció de fortaleses a Kopal i Lepsinsk, cap al 1848 Rússia havia guanyat el control del Kazakhstan, incloent la Gran Horda. Els kan governants van ser desposseïts dels seus títols i Kazakhstan es va convertir en una colònia russa, i una tropa de cosacs siberians provinents d'Omsk va creuar el riu Ili per fundar el fort Vernoe el 1854. El 1860 els Khoqandi van patir una derrota esclatant a la batalla d’Uzun-Agach, facilitant l'assentament cosac i camperol al clima suau de Semirechie. En la dècada de 1860, l'estepa kazakh estava envoltada de fortificacions russes i avançades militars. Això va contribuir a enfortir l’Imperi rus ampliant les fronteres del seu territori i creant zones d’amortiment entre ell i els seus enemics.

## Kans del Kanat Kazakh
- Djanibek Khan i Karai Khan (1465—1480)
- Buryndyq Khan (1480—1511)
- Kasym Khan (1511—1518)
- Mamash Khan (1518—1523)
- Ak Nazar Khan (1537–1580)
- Shygai Khan (1580–1582)
- Tauekel Khan (1582–1598)
- Ixim Khan (1598–1628)
- Djanibek Khan II (1628–1643)
- Yahangir Khan (1643–1652)
- Bahadur Khan (1652–1680)
- Tiavka Khan (1680–1718)
- Abylai Khan (1771–1781)
- Kenesary Khan (1841–1847)